# Tobari Kogan

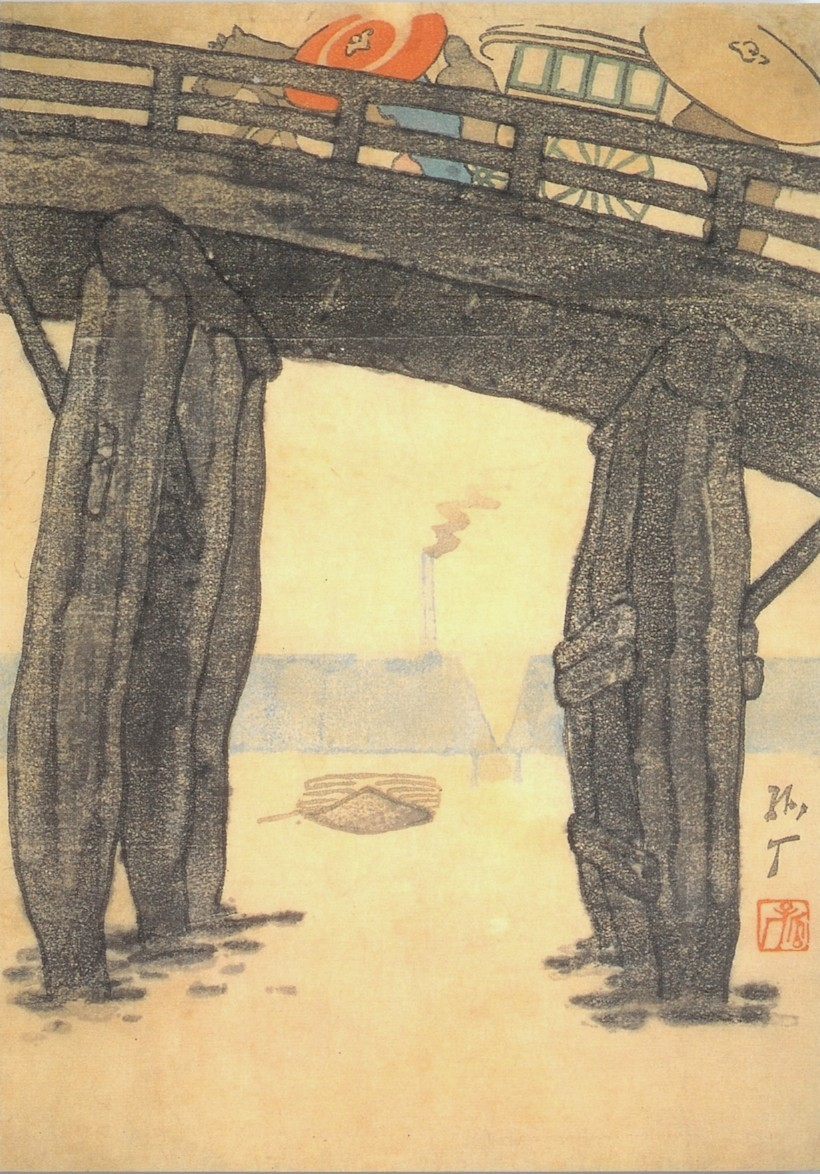
Große Brücke von Senjū im Regen, 1913

Tobari Kogan (japanisch 戸張 孤雁; geb. 19. Februar 1882 in der Präfektur Tokio; gest. 19. Dezember 1927) war ein japanischer Bildhauer und Holzschnittkünstler.

## Leben und Wirken
Tobari wurde als Sohn von Shimura Kyūzō in Tōkyō geboren, sein eigentlicher Vorname war Kamekichi (亀吉). Er nahm später den Namen der Mutter an, um die Nachfolge in ihrer Familie zu sichern. 1892 begann er eine Lehre in einer Bank und wurde Sekretär. 1901 ging er nach Amerika und studierte an verschiedenen Ausbildungsstätten, zuletzt an der National Academy, Illustration, Öl- und Aquarellmalerei. 1902 lernte er den Bildhauer Ogiwara Morie (1879–1910) kennen, der ihn für die Bildhauerei begeisterte. 1903 wechselte er von der Akademie zum Art Students League, erkrankte 1906 und kehrte nach Japan zurück.
1907 illustrierte Tobari für Tokutomi Roka „Mensch und Natur“ (自然と人間), „Kukuck“ (不如帰, hototogisu) und andere Werke. 1909 freundete er sich mit dem Bildhauer Nakahara Teijirō und mit dem Maler Nakamura Tsune an. 1910 gründete er die „Kogan shinto nishikie kai“ (孤雁新東錦絵会).
Zu der Zeit lernte er bei dem Bildhauer Asakura Fumio (1883–1964) in Ton zu modellieren. 1910 stellte er zum ersten Mal auf der vom Kultusministerium veranstalteten jährlichen Ausstellung im Bereich Skulpturen aus. 1916 schloss er sich der Abteilung für Bildhauer des Nihon Bijutsuin an und wurde im folgenden Jahr ordentliches Mitglied. Zusammen mit Nakahara spielte er eine wichtige Rolle als Bildhauer in der Taishō-Zeit. Aber von schwacher Konstitution wandte er sich ab 1913 verstärkt der Aquarellmalerei und dem Holzschnitt zu und beteiligte sich 1917 an der Gründung der „Japanischen Gesellschaft für Druckgraphik“ (日本版画協会, Nihon hanga kyōkai), die dann im folgenden Jahr in „Japanische Gesellschaft für den kreativen Druck“ (日本創作版画協会, Nihon Sōsaku hanga kyōkai) umbenannt wurde. 1922 gab er ein Lehrbuch zur Druckgraphik heraus. Tobari starb 1927 im Alter von 45 Jahren.

## Skulpturen
- „Fußakrobatik“ (足芸, Ashi-gei; 1914)[2]

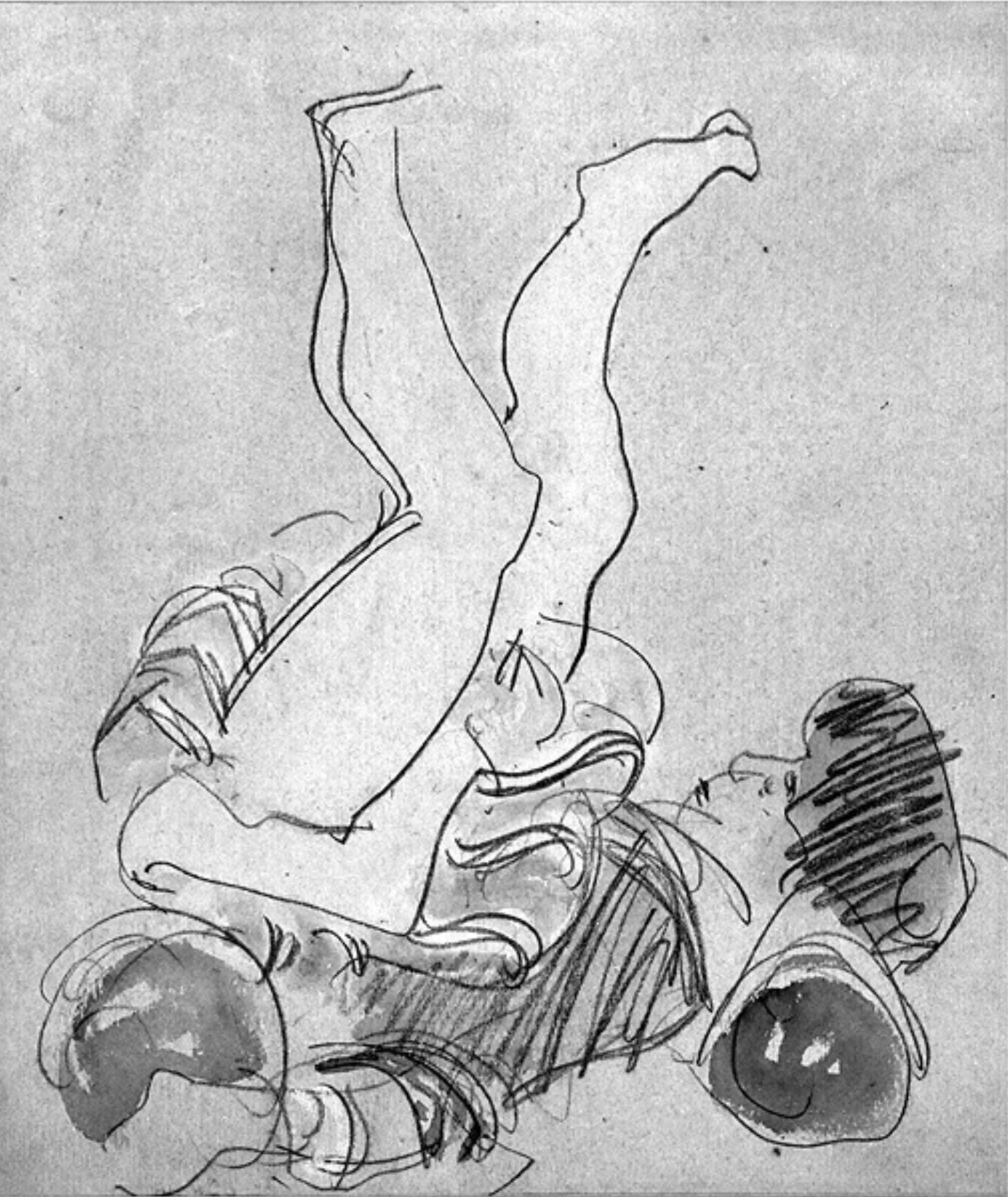
Fußakrobatik (Vorzeichnung)

- „Nichts“ (虚無, Kyomu; 1920): Dargestellt ist ein sinnender alter Mann.[2]
- „Aufblitzende Eifersucht“ (煌めく嫉妬, Kirameku shitto; 1923): Dargestellt ist eine kniende Frau.[2]

## Holzschnitte

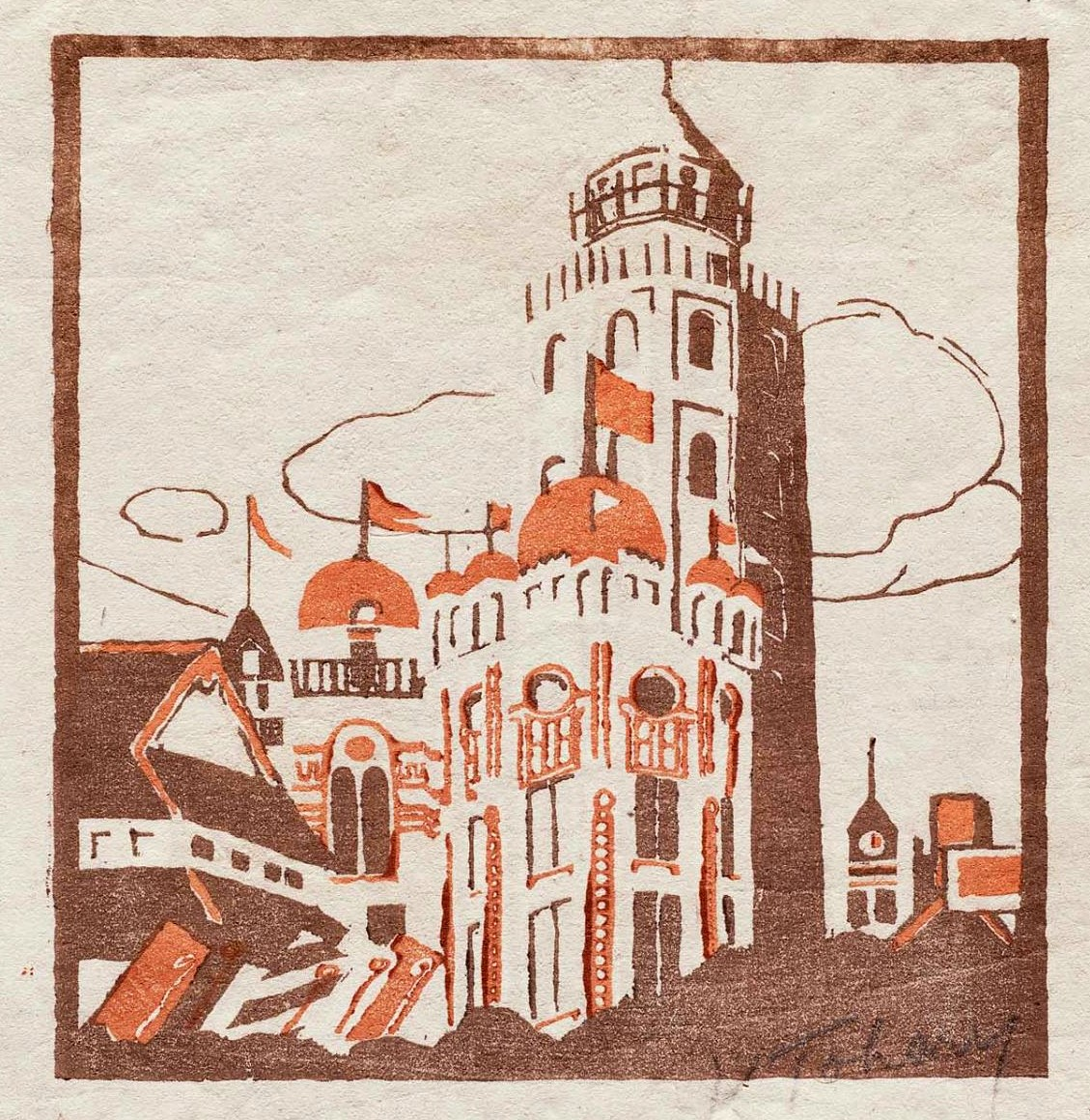
„12 Stock“[A 2], 1895
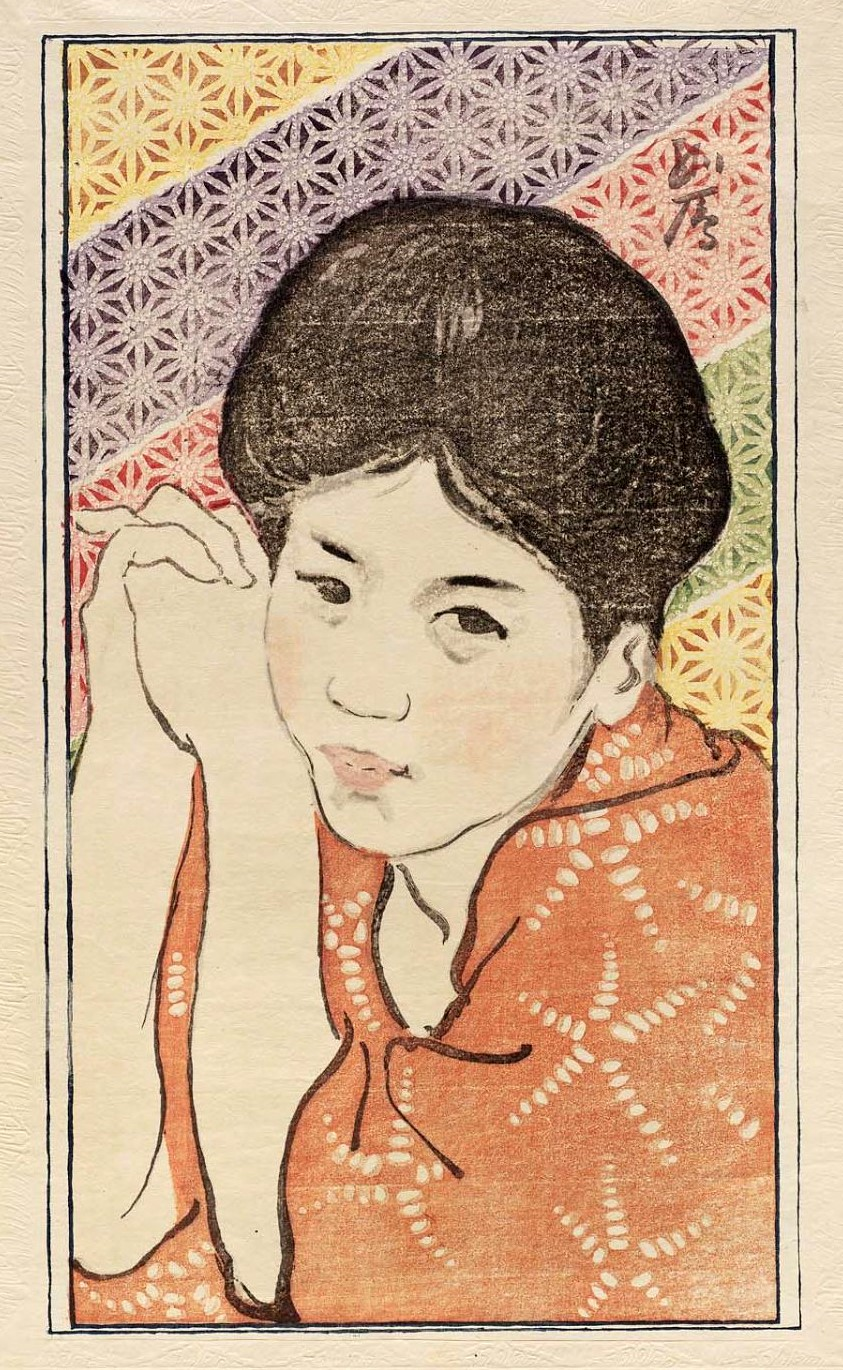
„Flachs-Blatt“, 1913
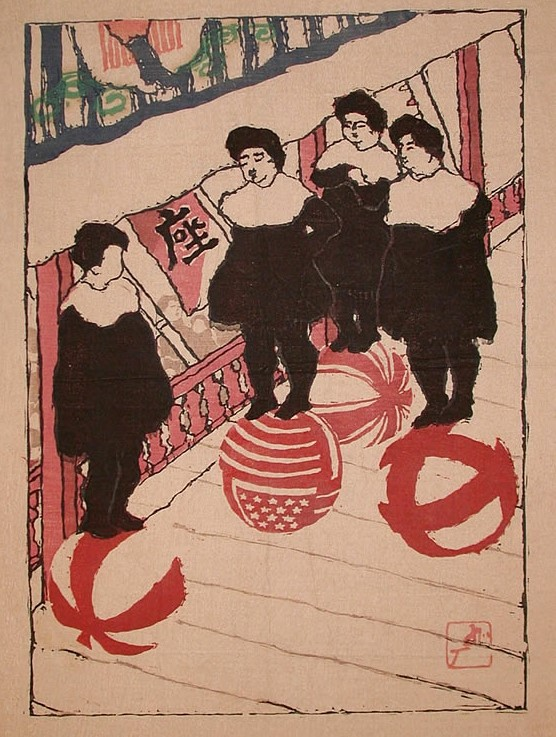
„Ball-Akrobatik“. 1914
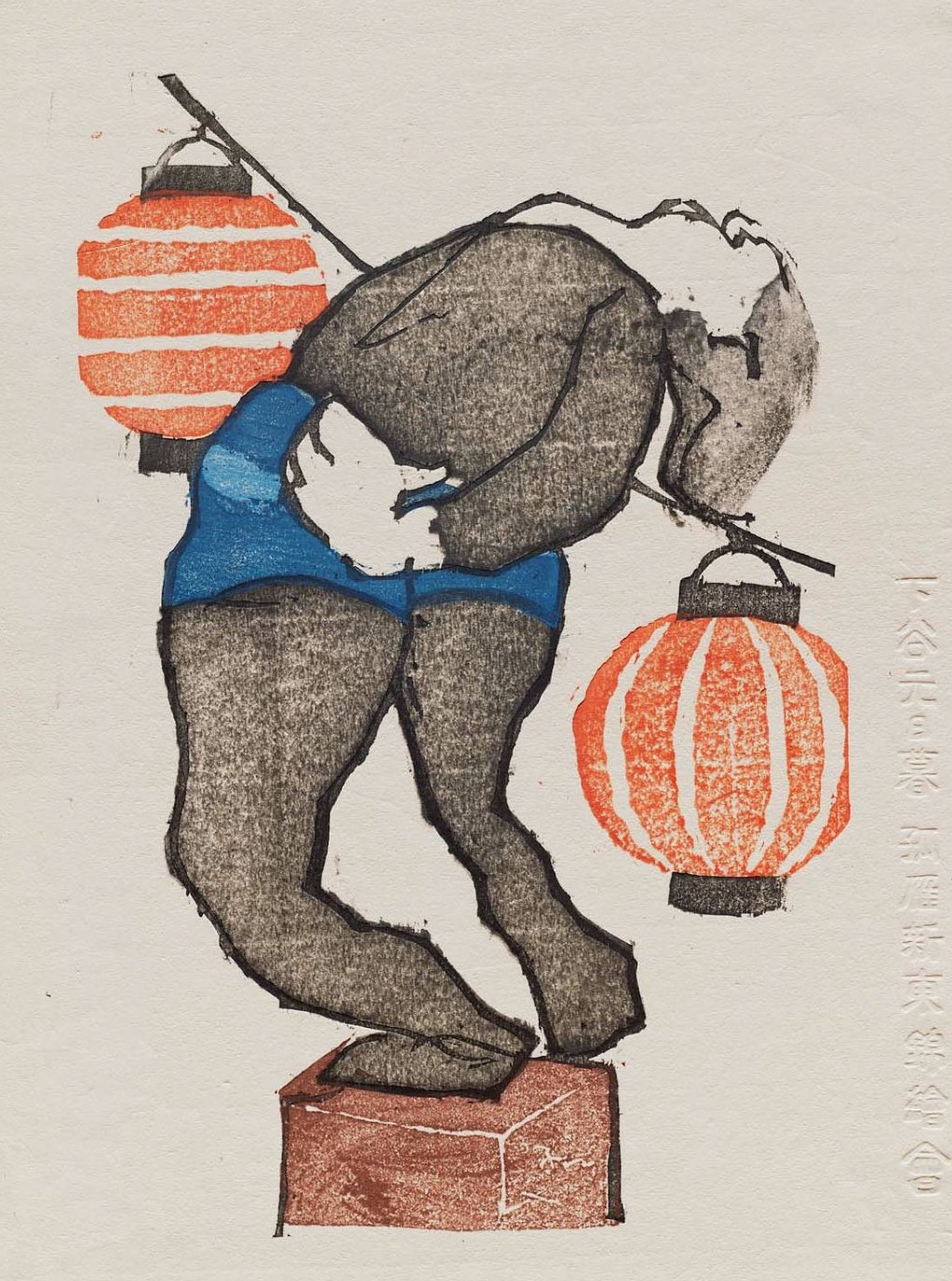
„Akrobat“, 1916
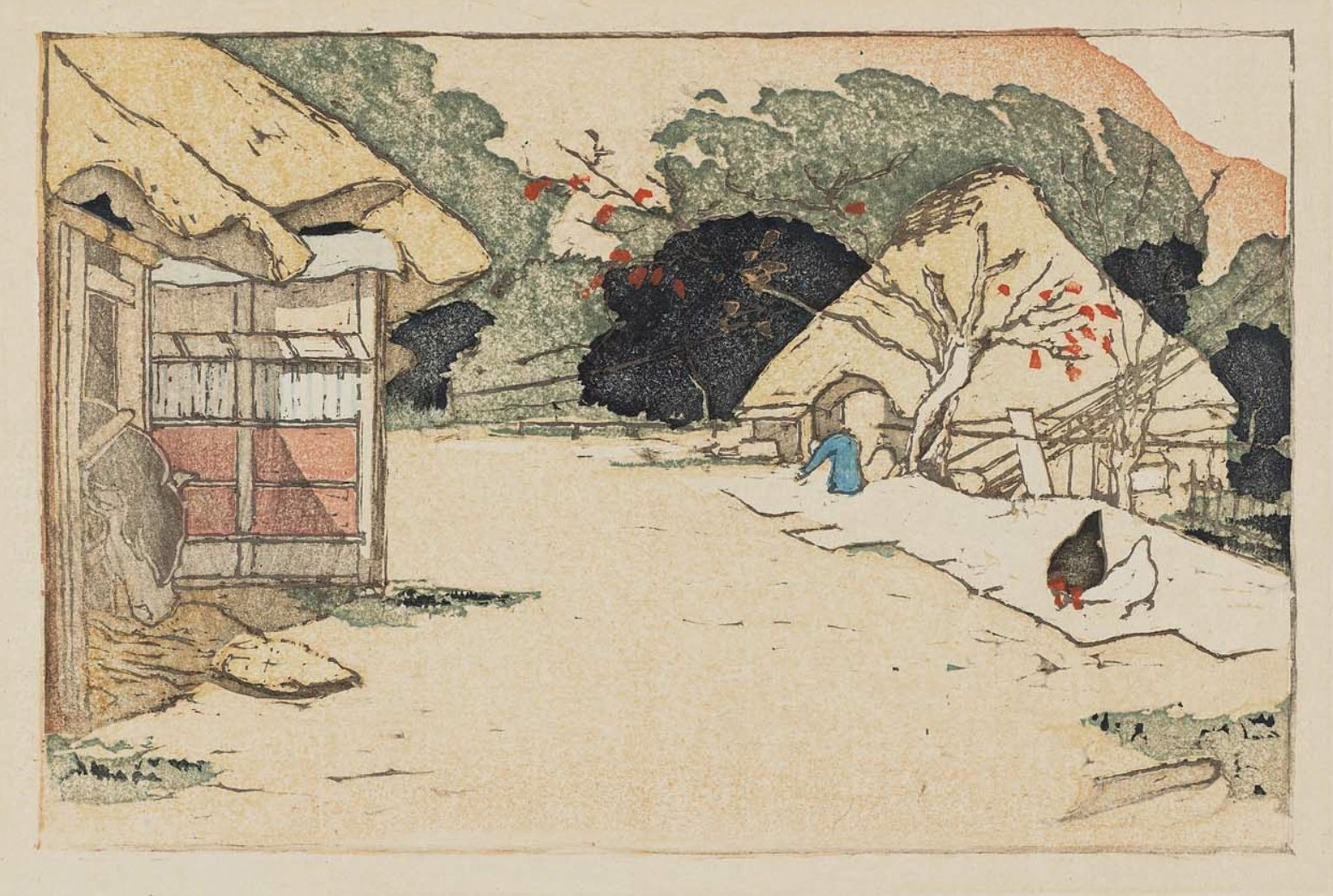
„Bauernhäuser“